# Llista d'abats de Santa Maria de Ripoll
La llista d'abats de Santa Maria de Ripoll comença amb Daguí el segle IX i s'acaba amb Josep de Borrell, el darrer abat.

## Abats
- Daguí	∼880-902
- Daniel	902-919?
- Ènnec	919-948
- Arnulf, (també bisbe de Girona)	948-970
- Guidiscle, regent des del 963	970-979
- Sunifred	979-1008
- Oliba de Cerdanya-Besalú, (abat també de Cuixà i bisbe de Vic)	1008-1046
- Pere Guillem	1047-1055
- Guillem Bernat	1056-1068
- Adalbert (intrús)	1061-1072
- Miró (intrús)	1067-1068

### Abats dependents de Sant Víctor de Marsella
- Bernat	1070-1102
- Benet	1102-1107
- Gausfred I	1107-1111
- Gaucelm	1112-1120
- Elies	1120-1125
- Pere Ramon	1125-1153
- Gausfred II	1153-1169
- Ramon de Sesguinyoles, (abat de Sant Martí del Canigó), refusat pels ripollesos	1169

### Abats independents
- Ramon de Berga (1169) 1172-1205
- Bernat de Peramola	1206-1213
- Bernat de Santagustí	1213-1217
- Ramon Desbac	1217-1234
- Guillem (electe)	1235
- Dalmau de Sagarriga	1235-1256
- Bertran Desbac	1258-1280
- vacant per doble elecció (Ramon de Vilaragut i Pere Desbac, ambdós elegits el 1280)	1280-1291
- Ramon de Vilaragut (confirmat)	1291-1310
- Guillem Descamps	1310-1318
- Ponç de Vallespirans	1318-1325
- Hug Desbac (després bisbe d'Urgell)	1325-1351
- Jaume de Vivers	1351-1362
- Ramon de la Farrés	1362-1380
- Galceran de Besora i de Cartellà	1381-1383
- Ramon Descatllar i de Palasol (després bisbe d'Elna)	1383-1408
- Francesc Betet (intrús)	1386-1387
- Marc de Vilalba (després primer abat de Montserrat)	1408-1409
- Berenguer de Rajadell i de Boixadors	1409-1410
- Dalmau de Cartellà i Despou (abat de Santa Maria d'Amer i de Sant Cugat)	1410-1439
- Bertran Samasó	1440-1458
- Narcís de Miquel	1458-1460

### Abats comendataris
- Roderic de Borja i Escrivà, (després bisbe d'Urgell i de Barcelona)	1461-1463
- Ponç Andreu de Vilar	1463-1489
- Frederic de Portugal i de Noronha (després arquebisbe de Saragossa)	1490-1504
- Ascani Maria Sforza (cardenal) 1504-1505
- Francesc de Lloris (cardenal)	1506
- Jaume Serra i Cau (cardenal)	1506-1517
- Alfons d'Aragó, (arquebisbe de Saragossa) (renuncià)	1515
- Jaume de Ric, procurador des del 1515, abat (després bisbe d'Elna)	1517-1534
- Climent Mai i Rovira	1535-1586
- vacant	1586-1596

### Abats de presentació reial
- Francesc de Ponts	1596-1611
- Joan de Guardiola i de Terrades	1612-1616
- Francesc de Santjust i de Castre (després bisbe d'Elna)	1616-1621
- Pere Sancho	1621-1627
- vacant	1627-1634
- Francesc de Copons i de Vilaplana	1634-1651
- Jaume de Meca (i Terçà?), electe (també abat de Sant Salvador de Breda)	1658
- Gispert d'Amat	1663-1664
- Gaspar de Casamitjana i d’Erill	1666-1696
- Benet de Sala i de Caramany, electe (després bisbe de Barcelona i cardenal)	1696-1697
- Rafael de Moner i de Bassedes, (abat de Sant Pere de Rodes)	1699-1704
- Fèlix de Vilaplana	1705-1732
- Joan de Fluvià i d’Aguilar, electe	1733
- Fernando de Zúñiga	1735-1742
- Francesc de Copons i de Copons, (també abat de Sant Pere de Camprodon)	1743-1755
- Martín de Sarmiento, electe	1754-1756
- Josep d'Oriol i de Tord	1756-1784
- Francesc de Valencià i de Sagrera	1785-1793
- Isidre de Rocabruna (i de Taverner?), electe	1794
- Francesc de Còdol i de Minguella	1796-1806
- Andrés de Casaus y Torres (després abat de Sant Cugat)	1807-1816
- Francisco de Portella y de Monteagudo	1817-1831
- Josep de Borrell i de Bufalà (exclaustrat el 1835)	1831-1845